# Passaporto sudcoreano
Il passaporto della Repubblica di Corea (Coreano: 대한민국 여권, romanizzazione: Daehan Minguk yeogwon), è un documento di riconoscimento rilasciato dal locale Ministero degli Affari Esteri ai cittadini sudcoreani.
Esso contiene, in caratteri latini, dati personali quali il nome, il cognome, la data di nascita, la nazionalità e il sesso dell'intestatario, nonché il nome completo secondo l'alfabeto coreano e una fotografia del titolare; sono presenti inoltre le date di emissione e scadenza, il numero del passaporto, l'autorità emittente.